# In the Name of Love : Africa Celebrates U2
In the Name of Love : Africa Celebrates U2 est un album hommage au chanteur et militant Bono ainsi qu'à son groupe rock U2, l'album est sorti le 1er avril 2008.

## Projet
Plusieurs artistes africains ont voulu souligner l'implication de Bono via le lancement de la campagne ONE, de Product Red, ainsi que son discours à la conférence TED. Une partie des bénéfices a été remis à Global Fund, un organisme luttant contre le SIDA, la tuberculose et la paludisme.

## Pistes
1. Mysterious Ways - Angélique Kidjo
2. Bullet The Blue Sky - Vieux Farka Touré
3. Sunday Bloody Sunday - Ba Cissoko
4. Sometimes You Can't Make It on Your Own - Vusi Mahlasela
5. Where the Streets Have No Name - Tony Allen
6. I Still Haven't Found What I'm Looking For - Cheikh Lô
7. One - Keziah Jones
8. With Or Without You - Les Nubians
9. Pride (In the Name of Love) - Soweto Gospel Choir
10. Seconds (en) - Sierra Leone's Refugee All Stars avec Joe Perry d'Aerosmith
11. Desire - African Underground All-Stars avec Chosan, Optimus et Iyoka Iyeoka
12. Love Is Blindness - Waldemar Bastos